# FontLab
FontLab Limited est une entreprise de logiciels de production de polices numériques fondée dans les années 1990. Son logiciel principal est FontLab Studio, anciennement appelée FontLab. En 2005, à la suite de la fusion d’Adobe et Macromedia, le logiciel de production de police numérique Fontographer de Macromedia a été vendu à FontLab Limited.

## Logiciels
FontLab produit plusieurs logiciels de création et de manipulation de polices numériques dont notamment  : BitFonter pour la création de polices bitmap, ScanFont pour la création automatique de fonte à partir de dessins numérisés, et ses logiciels principaux : TypeTool pour la production de polices simples, Fontographer pour la production de polices plus avancées, et FontLab Studio pour la production professionnelle (ce dernier à aussi remplacé AsiaFont Studio, permettant de créer des fontes comptant plus de 3000 glyphes).

### FontLab Studio
FontLab Studio est le logiciel principal de FontLab. Il utilise les outils AFDKO, distribués avec le logiciel, et leurs syntaxes pour générer les fonctionnalités OpenType.